# UCLA Bruins ginnastica femminile
La squadra di ginnastica femminile dell'UCLA rappresenta l'Università della California, a Los Angeles e gareggia alla Conferenza Pac-12. La squadra compete nell'impianto sportivo Pauley Pavilion, a Los Angeles. La squadra, allenata da Chris Waller, ha vinto 21 titoli regionali e 7 Campionati Nazionali NCAA. L'ultimo aggiudicato nel 2018.
I Bruins sono noti per il reclutamento delle migliori ginnaste del Nord America e di altri paesi, tra cui: Austria, Germania, Guatemala e Irlanda. Tra le rinomate ginnaste che hanno rappresentato l'UCLA: Michelle Giuda, l'attuale segretario di Stato aggiunto per gli Affari Pubblici, la dott.ssa Onnie Willis Rogers, l'attuale stuntman Heidi Moneymaker e le ginnaste olimpiche Jamie Dantzscher, Mohini Bhardwaj, Kate Richardson, Tasha Schwikert, Kristen Maloney, Yvonne Tousek, Stella Umeh, Luisa Portocarrero, Elyse Hopfner-Hibbs, Sam Peszek, Peng Peng Lee, Jennifer Pinches, Jordyn Wieber, che è stata team manager e poi assistente volontaria per l'UCLA, Kyla Ross e Madison Kocian.
Prima che fossero tagliati i fondi nel 1994, l'UCLA aveva anche una squadra di ginnastica artistica maschile.

## Punti salienti
- 1997 - La squadra femminile vince il suo primo campionato nazionale.[3]
- 2000 - La squadra femminile vince il suo secondo campionato nazionale.[4]
- 2001 - La squadra femminile vince il suo terzo campionato nazionale.
- 2003 - La squadra femminile vince il suo quarto campionato nazionale.
- 2004 - La squadra femminile vince il suo quinto campionato nazionale.
- Elyse Hopfner-Hibbs, ginnasta della formazione olimpica canadese del 2008, frequenta l'UCLA.
- I Bruins vincono il Pac-10 nel 2009, il loro 14º titolo. Hanno gareggiato ai NCAA North Central Regionals alla Carver-Hawkeye Arena sabato 4 aprile contro Florida, Minnesota, Denver, Iowa State e Iowa. I Bruins arrivarono secondi dietro la Florida.[5]
- 2009 - Nella seconda parte dei campionati nazionali, i Bruins hanno finito la gara al terzo posto a pari merito con la squadra dello Utah. Ma lo Utah ha vinto lo spareggio contando i punteggi delle sue sei ginnaste su ogni attrezzo e si è garantito l'accesso alle finali.[6]
- 2010 - La squadra ha vinto il suo 15 ° campionato Pacific-10, con Anna Li che ha ottenuto un 10 perfetto alle parallele. Vanessa Zamarripa ha vinto il titolo individuale oltre al titolo al volteggio, ed è stata nominata Ginnasta dell'anno 2010 Pac-10.
- 2010 - La UCLA Gymnastics ha vinto il Los Angeles Regional e si è qualificata per i campionati NCAA a Gainesville, in Florida .[7] Anna Li ha nuovamente ottenuto un 10 perfetto alle parallele nell'impianto Pauley Pavilion, dove entrambi i suoi genitori, Li Yuejiu e Wu Jiani hanno vinto medaglie ai Giochi Olimpici del 1984 .
- 2010 - Samantha Peszek, medaglia d'argento della squadra olimpica degli Stati Uniti, frequenta l'UCLA, ed gareggia per la squadra dal 2011.
- 2010– La squadra vince il suo sesto titolo NCAA al O'Connell Center di Gainesville, FL.
- 2011 - L'UCLA è arrivata seconda nella competizione nazionale; Samantha Peszek è stata prima alla trave con un punteggio di 9.90.
- 2012 - Terzo posto nella gara a squadre; Olivia Courtney arriva terza alle parallele ed Elyse Hopfner-Hibbs seconda al corpo libero.
- 2013 - L'UCLA si è classificata 4ª nella gara a squadre. Quattro Bruins erano tra le migliori otto nella competizione individuale, tre (Olivia Courtney, Kaelie Baer e Vanessa Zamarripa) al volteggio e una (Danusia Francis) alla trave.
- 2014 - L'UCLA non si è qualificata alla competizione Super Six di sabato sera a Birmingham, AL. Due Bruins hanno gareggiato domenica nelle finali di specialità, Samantha Peszek e Olivia Courtney.
- 2015 - L'UCLA ha conquistato il 21º titolo al Campionato Regionale con un punteggio di 197.500 punti al NCAA Columbus Regional. Samantha Peszek è stata la co-campionessa All Around con 39,6 punti. La ginnasta ha vinto anche alla trave con un punteggio di 9.950.
- 2016 - L'UCLA si è classificata seconda al Salt Lake City Regional, tenutosi presso il Jon M. Huntsman Center dell'Università dello Utah con un punteggio di 196.375. I Bruins avanzarono ai Campionati di ginnastica NCAA per la 32ª volta.
- 2017 - L'UCLA si è classificata 4ª alla Super Six Finals dell'NCAA. La matricola Kyla Ross ha vinto il titoli alle parallele e alla trave; ha anche ricevuto quattro 10.0 durante la stagione.[8] Anche la matricola Madison Kocian ha ottenuto un 10 perfetto l'11 febbraio.[9]
- 2018 - L'UCLA ha vinto il suo settimo titolo NCAA a St Louis. Peng Peng Lee e Katelyn Ohashi hanno rispettivamente vinto il titolo alla trave e al corpo libero.
- 2019 - L'allenatrice Valorie Kondos Field smette di allenare. Un record di presenze di 12.907 spettatori al Pauley Pavilion è stato stabilito durante un incontro con Stanford il 10 marzo 2019. Katelyn Ohashi ha stabilito il record della Pac-12 vincendo per la sesta volta il premio Specialist of the Week della competizione e il suo decimo premio in carriera durante questa stagione. Kyla Ross ha completato il "gym slam" il 17 marzo 2019 all'ultimo incontro in casa di Miss Val nel Pauley Pavilion registrando un 10 perfetto al corpo libero. L'UCLA ha vinto il campionato Pac-12 con un punteggio di 198,4, stabilendo il nuovo record del campionato di ginnastica Pac-12 . Kyla Ross è stata la ginnasta dell'anno della Pac-12 e Valorie Kondos Field l'allenatrice dell'anno.
- 2020 - A causa della pandemia di COVID-19 negli Stati Uniti, l'NCAA ha annullato l'interruzione della stagione il 12 marzo.[10] Successivamente, il team ha concluso la stagione al terzo posto, con un RQS di 197.565 dopo la decima settimana di competizione.[11] Il 31 gennaio, Gracie Kramer è la prima ginnasta a ottenere un 10 perfetto durante la stagione 2020, con l'esercizio che ha ottenuto milioni di visualizzazioni online.[12] Il 23 febbraio, Grace Glenn ha ottenuto il primo 10.0 in posizione di lead-off alla trave in assoluto nella storia dell'NCAA.[13] La routine al corpo libero di Nia Dennis è diventata virale su Twitter e Facebook, portando alla sua apparizione all'Ellen Show l'11 marzo.[14] Kyla Ross ha ottenuto altri tre 10 perfetti durante la stagione,[15] due alle parallele e l'altro nell'ultimo volteggio della sua carriera;[16] questo ha portato il totale della sua carriera a 22 punteggi perfetti. Finendo in quarta posizione nella storia dell'NCAA, a pari merito con Maggie Nichols.[17]

## Campionati

### Partecipazioni alla Super Six
| PRESENZA DEGLI UCLA BRUINS ALLA SUPER SIX |           |           |
| Anno                                      | Posizione | Punteggio |
| 1993                                      | 4 °       | 194,925   |
| 1994                                      | 5 °       | 194,975   |
| 1995                                      | 3 °       | 196,150   |
| 1996                                      | 2 °       | 197,475   |
| 1997                                      | 1 °       | 197,150   |
| 1998                                      | 5 °       | 195,750   |
| 1999                                      | 5 °       | 195,850   |
| 2000                                      | 1 °       | 197,300   |
| 2001                                      | 1 °       | 197,575   |
| 2002                                      | 3 °       | 197,150   |
| 2003                                      | 1 °       | 197,825   |
| 2004                                      | 1 °       | 198,125   |
| 2005                                      | 4 °       | 197,150   |
| 2007                                      | 4 °       | 196,925   |
| 2010                                      | 1 °       | 197,725   |
| 2011                                      | 2 °       | 197,375   |
| 2012                                      | 3 °       | 197,750   |
| 2013                                      | 4 °       | 197,100   |
| 2014                                      | 6 °       | 197,050   |
| 2016                                      | 5 °       | 196.8250  |
| 2017                                      | 4 °       | 197.2625  |
| 2018                                      | 1 °       | 198,075   |

### Presenze al Four on the Floor
| Presenze dei Bruins ai Four on the Floor |        |           |
| Anno                                     | finire | Punteggio |
| 2019                                     | 3 °    | 197.5375  |

## Allenatori

### Allenatori capo
| Nome                 | Anni          | Record    | % Vittorie |
| Lee Ann Lobdill      | 1977-1979     | 34-30-0   | 0,531      |
| Jerry Tomlinson      | 1980-1990     | 191-63-1  | .750       |
| Scott Bull           | 1991-1994     | 77-16-0   | 0,828      |
| Valorie Kondos Field | 1991-2019     | 516-120-3 | 0,810      |
| Chris Waller         | 2020-presente | 0-0-0     | .000       |

- il record include gli invitationals e i campionati a partire dal 2018.

### Allenatori per la stagione 2019-2020
| Nome              | Posizione             |
| ----------------- | --------------------- |
| Chris Waller      | Capo allenatore       |
| Kristina Comforte | Allenatore associato  |
| Dom Palange       | Vice allenatore       |
| BJ Das            | Assistente volontario |

## Squadra attuale
| Name              | Anno | Città natale         | Club                                        | Gare       |
| Emma Andres       | FR   | Rocklin, CA          | Byers Roseville Gymnastics                  | AA         |
| Nia Dennis        | JR   | Columbus, OH         | Buckeye Gymnastics, Legacy Elite Gymnastics | AA         |
| Norah Flatley     | SO   | West Des Moines, IA  | Chow's Gymnastics and Dance Institute       | AA         |
| Margzetta Frazier | SO   | Sicklerville, NJ     | Parkettes                                   | VT, UB, FX |
| Anna Glenn        | SR   | Charlotte, NC        | Southeastern Gymnastics                     | VT, UB, BB |
| Grace Glenn       | SR   | Charlotte, NC        | Southeastern Gymnastics                     | VT, UB, BB |
| Felicia Hano      | SR   | San Gabriel, CA      | Gym-Max                                     | AA         |
| Paige Hogan       | FR   | Simi Valley, CA      | Waller's GymJam Academy                     | VT, FX     |
| Madison Kocian    | SR   | Dallas, TX           | WOGA                                        | AA         |
| Savannah Kooyman  | JR   | Laguna Hills, CA     | Precision Gymnastics                        | UB, FX     |
| Gracie Kramer     | SR   | San Clemente, CA     | Wildfire Gymnastics                         | VT, FX     |
| Chloe Lashbrooke  | FR   | Scottsdale, AZ       | Gold Medal Gymnastics                       | AA         |
| Kendal Poston     | JR   | Foothill Ranch, CA   | Azarian Gymnastics                          | VT, BB     |
| Kyla Ross         | SR   | Aliso Viejo, CA      | Gym-Max                                     | AA         |
| Samantha Sakti    | SO   | Arcadia, CA          | All Olympia Gymnastics Center               | VT, BB, FX |
| Mercedez Sanchez  | SR   | Agoura Hills, CA     | Matrix Gymnastics                           |            |
| Kalyany Steele    | FR   | Colorado Springs, CO | Colorado Aerials                            | AA         |
| Sara Taubman      | SO   | Fairfax, CA          | Head Over Heels                             |            |
| Macy Toronjo      | R-SR | Huntsville, TX       | Texas Dreams Gymnastics                     | UB, FX     |
| Pauline Tratz     | JR   | Karlsruhe, Germany   | Kunstturn Region Karlsruhe                  | VT, BB, FX |
| Sekai Wright      | SO   | Paramount, CA        | American Gymnastics Academy                 | VT         |

### Reclute future
Ginnaste che gareggeranno per l'UCLA.

#### 2020-2021
- Chae Campbell (firmato)[18] - Metroplex - jr. élite internazionale - Campionati femminili olimpici junior 2018: 2º posto al volteggio; 7° al corpo libero; e 10° nel concorso generale nel 2019.
- Jordan Chiles (firmato)[19] - World Champions Center - Membro della squadra nazionale USA
- Frida Esparza (firmato)[19] - Head Over Heels - Membro della squadra nazionale messicana
- Emma Malabuyo (firmato)[20] - Texas Dreams Gymnastics - Membro della squadra nazionale USA, campionessa del Trofeo City of Jesolo 2018 e 2019, e campionessa junior ai Classics nel 2017.
- Brooklyn Moors (firmato )[21] - Dynamo Gymnastics - Membro della squadra nazionale canadese, campionessa nel 2017 ai Pan American e Pan American Games al corpo libero e vincitrice del premio Longines 2017 per l'eleganza.[22]
- Ana Padurariu (firmato)[20] - Gemini Gymnastics - membro della squadra nazionale canadese, medaglia d'argento alla trave al Campionato mondiale del 2018
- Sara Ulias - Victory - L10[23]

#### 2021-2022
- Emily Lee - 2021 - West Valley Gymnastics School - Membro della squadra nazionale degli Stati Uniti; 2018 American Classic (5° VT; 4° FX)[24]
- Mia Erdoes - 2021 - NYC Elite - L9 - 2018 Level 9 Easterns: 1° AA, UB, BB, FX[25]
- Alexis Jeffrey - 2021 - GAGE - élite internazionale junior[26] - Nazionali Junior 2018 (1° UB, AA); 2018 American Classic (13° AA); 2018 US Classic (11° UB, 9° FX); Campionati USA 2018 (9° UB e AA; 7° FX)

## Campionati FNCAA

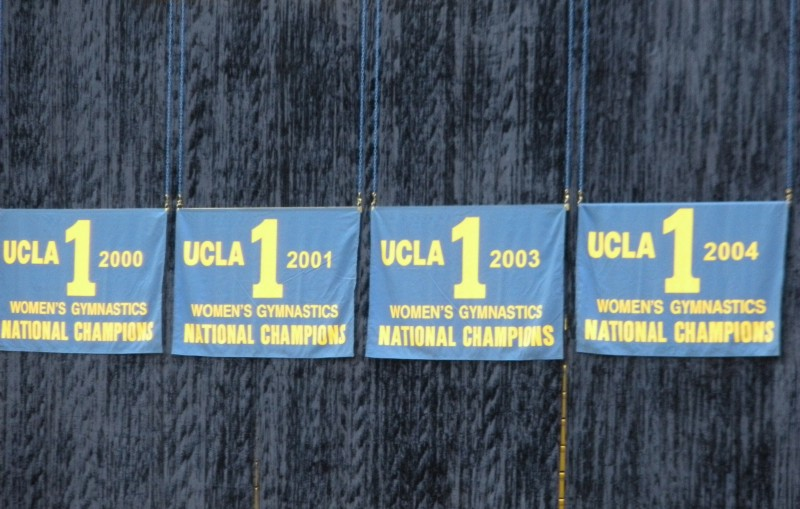
Banner in onore dei campionati nazionali NCAA vinti dall'UCLA.

Con i titoli nel 2018, l'UCLA ha ora 40 titoli individuali NCAA e 7 titoli di squadra: 
| Evento               | Vincitrice/anno |
| -------------------- | --- |
| Squadra (7)          | UCLA 1997, 2000, 2001, 2003, 2004, 2010, 2018 |
| Concorso generale(5) | Onnie Willis, 2001; Jamie Dantzscher, 2002; Tasha Schwikert, 2005; Tasha Schwikert, 2008; Sam Peszek, 2015 |
| Volteggio (7)        | Jill Andrews, 1988; Kim Hamilton, 1989; Heidi Moneymaker, 1999; Jamie Dantzscher, 2002; Kristen Maloney, 2005; Vanessa Zamarripa, 2010; Kyla Ross, 2019                                                                                  |
| Parallele (7)        | Heidi Moneymaker, 1998; Mohini Bhardwaj, 2000; Yvonne Tousek, 2001; Jamie Dantzscher, 2003; Kate Richardson, 2003; Tasha Schwikert, 2008; Kyla Ross, 2017                                                                                |
| Trave (10)           | Jill Andrews, 1989; Kiralee Hayashi, 1999; Lena Degteva, 2000; Kate Richardson, 2003; Kristen Maloney, 2005; Sam Peszek, 2011; Sam Peszek, 2015; Danusia Francis, 2016; Kyla Ross, 2017; Peng Peng Lee, 2018                             |
| Corpo libero (11)    | Kim Hamilton, 1987; Kim Hamilton, 1988; Kim Hamilton, 1989; Stella Umeh, 1995; Stella Umeh, 1998; Mohini Bhardwaj, 2001; Jamie Dantzscher, 2002; Kate Richardson, 2006; Brittani McCullough, 2010; Katelyn Ohashi, 2018; Kyla Ross, 2019 |

## Premi e onorificenze
Vincitori del premio Honda
- Kyla Ross, 2020
- Christine Peng-Peng Lee, 2018
- Kristen Maloney, 2005
- Onnie Willis, 2003
- Mohini Bhardwaj, 2001
- Jill Andrews, 1990
- Sharon Shapiro, 1981

Premio AAI (National Senior of the Year)
- Vanessa Zamarripa, 2013
- Jamie Dantzscher, 2004
- Mohini Bhardwaj, 2001
- Donna Kemp, 1984

Allenatore nazionale dell'anno
- Valorie Kondos Field, 2001, 2000, 1997, 1996, 1989
- Jerry Tomlinson, 1989

Vice Allenatore nazionale dell'anno
- Chris Waller, 2004
- Randy Lane, 2000

## Squadra di ginnastica maschile
La squadra di ginnastica maschile dei Bruins ha vinto due campionati nazionali NCAA nel 1984 e nel 1987. Il programma è stato sospeso durante i tagli al bilancio universitario nel 1995, nonostante il successo atletico e accademico.
Tra gli ex studenti della ginnastica maschile dell'UCLA ci sono:
- Tim Daggett, medaglia d'oro olimpica del 1984
- Mitch Gaylord, campione NCAA del 1984 e medaglia d'oro olimpica
- Scott Keswick, olimpionico americano del 1992, finalista agli anelli e alla sbarra
- Stephen McCain, olimpionico americano nel 2000 e medaglia d'argento mondiale nel 2001
- Chainey Umphrey, olimpionico statunitense del 1996 e finalista alla sbarra ai mondiali
- Peter Vidmar, 1982, 1983 campione NCAA all-around e due volte medaglia d'oro olimpica
- Chris Waller, campione NCAA nel 1990 alla sbarra e attuale capo allenatore della squadra femminile
- Freddy Behin, 1995, 1996, 1997 Finalista ai Campionati nazionali USA, Campione mondiale nel 1996